# Martha Mary O'Neill
Pour les articles homonymes, voir O'Neill.
Martha Mary O'Neill, née le 18 novembre 1878 et morte le 25 novembre 1972, connue sous son nom religieux  de Mère Patricia, est une religieuse australienne qui devient supérieure générale de l'Union australienne des Sœurs de la Miséricorde. Elle naît à Cork, en Irlande, et émigré avec sa famille à Victoria, en Australie, en 1886. Jeune femme, elle rejoint les Sœurs de la Miséricorde, et prononce ses vœux en 1903. Elle devient supérieure générale de la toute nouvelle Union australienne des Sœurs de la Miséricorde en 1954, et assume cette fonction pendant douze ans, avant de prendre sa retraite en 1966.

## Biographie
Martha Mary O'Neill naît le 18 novembre 1878 à Cork, en Irlande. Ses parents sont William O'Neill, qui est comptable, et Hannah O'Neill (née O'Regan). Elle est leur premier enfant. En 1886, la famille émigre en Australie et s'installe à Kyneton, Victoria. Martha Mary O'Neill est inscrite à l'école du couvent des Sœurs de la Miséricorde à Kyneton. Elle  commence à enseigner en 1898 à l'école St. Bridget's à Maldon, Victoria.
Le 26 avril 1899, elle commence son noviciat à l'Institut de Notre-Dame de la Miséricorde à Geelong, Victoria. Elle prononce ses vœux perpétuels le 17 février 1903. Elle choisit Patricia comme nom religieux et se fait connaître sous le nom de Sœur Patricia. Les Sœurs de la Miséricorde est un ordre religieux fondé par Mère Catherine McAuley. Il est créé en 1831 à Dublin, en Irlande ; des fondations sont ensuite  établies dans le monde entier. La première fondation des Sœurs de la Miséricorde en Australie est fondée à Freemantle par Mère Ursula Frayne qui voyage d'Irlande en Australie en 1946. Le couvent de Geelong est créé par Mère Xavier Maguire en 1860.
L'une des priorités des Sœurs de la Miséricorde est l'éducation. Après sa profession de vœux, Patricia est transférée à Melbourne, où elle enseigne dans les écoles primaires de la région. Elle passe trois ans à enseigner avant de retourner à Geelong. Elle commence à former d'autres sœurs pour devenir enseignantes et donne des cours au Collège du Sacré-Cœur. Elle poursuit sa propre formation en suivant des cours à l'université de Melbourne, obtenant un diplôme d'éducation et une licence en arts. Elle  choisit de ne pas se faire décerner ces diplômes.
Elle rejoint le couvent d'Ascot Vale en 1917 et est nommée directrice par intérim du collège du noviciat et de l'école de formation Mater Misericordiae, où elle supervise la formation des enseignants et des religieuses catholiques. Dans ce rôle, elle enseigne à de nombreuses Sœurs de la Miséricorde qui allaient devenir influentes dans l'ordre, dont Mère Phillipa, qui a une influence sur les soins de santé et qui devient supérieure de l'hôpital privé Mercy à Melbourn. En 1935, sœur Patricia devient directrice du collège.
Après avoir été supérieure du couvent d'Ascot Vale, Patricia devient en 1939 la mère générale des Sœurs de la Miséricorde à Victoria et en Tasmanie, supervisant quarante maisons indépendantes comptant plus de 400 membres.
Patricia soutient les projets d'affiliation des congrégations indépendantes de Sister of Mercy en Australie, et de création d'une organisation centralisée. Ce mouvement de consolidation avait commencé en 1905 lorsque les évêques australiens avaient exhorté les petites congrégations d'ordres religieux à fusionner avec d'autres qui avaient une origine similaire. Au cours des décennies suivantes, par le biais de fusions et d'amalgames, le nombre de congrégations autonomes de Mercy s'établit à dix-sept. En 1954, huit de ces congrégations acceptent de se regrouper pour former la Congrégation de l'Union australienne des Sœurs de Notre-Dame de la Miséricorde.
Après la création de l'Union, Patricia est désignée comme sa première supérieure générale. Elle s'installe à Canberra, où elle vit au couvent Sainte-Anne. Elle voyage beaucoup  pour visiter les huit congrégations dont elle a la charge. À la demande de l'archevêque Romolo Carboni, Mère Patricia charge également un groupe de religieuses de servir sur le territoire de la Papouasie et de la Nouvelle-Guinée en 1955.
En 1966, Patricia prend sa retraite et retourne au couvent de Geelong. Elle meurt le 25 novembre 1972.